# Un sentiero nel deserto
Un sentiero nel deserto (The Desert Trail) è un film del 1935 diretto da Lewis D. Collins.
È un film western statunitense con John Wayne, Mary Kornman e Paul Fix. È un remake di The Ridin' Fool del 1931.

## Produzione
Il film, diretto da Lewis D. Collins su una sceneggiatura e un soggetto di Lindsley Parsons, fu prodotto da Paul Malvern per la Lone Star Productions e la Monogram Pictures e girato nel Walker Ranch e nel Trem Carr Ranch a Newhall e a Santa Clarita e Kernville, in California.

## Distribuzione
Il film fu distribuito con il titolo The Desert Trail negli Stati Uniti dal 22 aprile 1935 al cinema dalla Monogram Pictures.
Alcune delle uscite internazionali sono state:
- nel Regno Unito il 18 novembre 1935
- in Portogallo (O Triunfo da Audácia e Caminho do Deserto)
- in Germania (Der Rodeo-Raub)
- in Spagna (El camino del desierto)
- in Brasile (Uma Trilha no Deserto)
- in Italia (Un sentiero nel deserto)